# Martín Gramática
Martín Gramática (født 27. november 1975 i Buenos Aires, Argentina) er en argentinsk footballspiller, der spiller i NFL som place kicker for New Orleans Saints. Gramática kom ind i ligaen i 1999 og spillede sine første fem sæsoner hos Tampa Bay Buccaneers. Siden har han haft ophold i både Indianapolis Colts og Dallas Cowboys, inden han før 2007-sæsonen skrev kontrakt med Saints.
Gramática var en del af det Tampa Bay Buccaneers-hold, der i 2002 vandt Super Bowl XXXVIII efter sejr over Oakland Raiders. Han er en enkelt gang, i år 2000, blevet udvalgt til Pro Bowl, ligaens All Star-kamp.